# 22312 Kelly
22312 Kelly (1991 GW1) là một tiểu hành tinh vành đai chính được phát hiện ngày 14 tháng 4 năm 1991 bởi C. S. Shoemaker và D. H. Levy ở Palomar.